# تداخل‌سنج میرائو

شکل، مسیر نوری یک تداخل‌سنج میرائو را نشان می‌دهد. پرتو مرجع (۵-۴-۶) و پرتو جسم (۵-۷-۶) طول مسیر نوری یکسانی دارند و بنابراین می‌توانند باعث تداخل نور سفید شوند. بخش‌های تداخل‌سنج میرائو: ۱. عدسی میکروسکوپ، ۲. آینه نیمه‌شفاف، ۳. سطح جسم، ۴. آینه مرجع با پرتو مرجع، ۵. اولین بازتاب پرتو مرجع، ۶. سومین بازتاب پرتو مرجع، ۷. بازتاب پرتو جسم

تداخل‌سنج میرائو (به انگلیسی: Mirau interferometer) بر اساس همان اصل اساسی تداخل‌سنج مایکلسون کار می‌کند. تفاوت بین این دو در محل فیزیکی بازوی مرجع است. بازوی مرجع تداخل‌سنج میرائو در داخل یک مجموعه عدسی شیئی میکروسکوپ قرار دارد.
این نام از آندره هنری میرائو گرفته شده است که در سال ۱۹۴۹ این مفهوم را به ثبت رساند.
طرح‌واره‌ای از تداخل‌سنج میرائو در سمت راست نشان داده شده است. در تقسیم‌کننده پرتو، نور منبع به یک مسیر مرجع (بازتابیده) و یک مسیر نمونه‌برداری (منتقل‌شده بر روی نمونه) تقسیم می‌شود. در صفحه مقایسه، یک دایره آینه‌ای در وسط وجود دارد. دو مسیر برای تشکیل یک تصویر تداخلی بازترکیب می‌شوند. با تغییر موقعیت z نمونه، تصاویر تداخلی در دنباله‌ای از تفاوت‌های مسیر (فاز) به دست می‌آیند: ۰، λ/۴، λ/۲ و ۳λ/۴. این نقشه‌های تداخلی توابعی از شدت پس‌زمینه، مدولاسیون حاشیه‌ای و فاز هستند. سه تصویر از این دست، اطلاعات کافی برای پاسخ‌یابی تصویر توپوگرافی یک نمونه را فراهم می‌کنند.
این جهت‌گیری اغلب در پروفیل‌مترهای نوری به دلیل افزایش پایداری بین طول مسیر نمونه و مرجع استفاده می‌شود.

## تداخل‌سنج غوطه‌وری میرائو
تداخل‌سنج میرائو غوطه‌وری، نوعی اصلاح‌شده از تداخل‌سنج میرائو است که در آن مسیر نور در یک محیط مایع غوطه‌ور می‌شود. یکی از کاربردهای تداخل‌سنج میرائو غوطه‌وری، تصویربرداری از سلول‌های دارای محیط است. از آنجایی که ضریب شکست محیط اساساً با ضریب شکست هوای مجاور متفاوت است، هر میلی‌متر از محیط، اختلاف طول مسیر را با موج مرجع ایجاد می‌کند و شرایط تداخل ایده‌آل از بین می‌رود. پُرکردن اپتیک میکروسکوپ با محیط، شرایط تداخل ایده‌آل را بازیابی می‌کند.

## تداخل‌سنج غوطه‌وری همزمان میرائو
در تداخل‌سنجی میرائو غوطه‌وری، الگوهای تداخلی مورد نیاز برای بازتولید تصویر در زمان‌های مختلف به دست می‌آیند و ارتعاشات، در صورت وجود، مانع از حفظ تغییرات فاز مطلوب بین فریم‌های متوالی می‌شوند؛ بنابراین تداخل‌سنجی میرائو غوطه‌وری به ارتعاشات بسیار حساس است. یک راه‌حل، به دست آوردن تمام تصاویر تداخلی به‌طور همزمان است. این روش به عنوان تداخل‌سنج میرائو غوطه‌وری همزمان شناخته می‌شود.